# 源深体育中心
源深体育中心，是上海市浦东新区的一個多用途體育館和競賽場地。此場館可以同時容納20,000個觀眾，佔地總面積240畝。

## 位置
源深体育中心，位於上海市浦东新区陆家嘴金融贸易区源深路655号，郵編：200134。毗鄰世紀大道、地鐵源深體育中心站。

## 體育場（足球賽事）
體育場最主要用於足球比賽，體育場內設觀眾席位1.6萬個，其中：主席臺席位306個，殘疾人專用席位28個，貴賓包廂27間，可容納貴賓600人。曾是上海浦東聯洋8848、上海九城、上海浦東中邦、上海中邦、上海聯城中邦、上海申花聯盛、上海申鑫等參加全國足球聯賽的主場，此外，體育場還承辦上海申花2006年亞足聯冠軍聯賽、上海上港集團2020年亞足聯冠軍聯賽外圍賽。

### 源深體育中心體育場歷年承辦足球聯賽一覽表
2000年 中國足球甲B聯賽（上海浦東聯洋8848）
2003年 中國足球乙級聯賽（上海九城）
2004年 中國足球乙級聯賽（上海九城）
2005年 中國足球超級聯賽（上海中邦）、中國足球甲級聯賽（上海九城）
2006年 2006年亞足聯冠軍聯賽（上海申花）、中國足球超級聯賽（上海聯城中邦）
2007年 中國足球超級聯賽（上海申花聯盛）
2009年 中國足球甲級聯賽（上海浦東中邦）
2010年 中國足球甲級聯賽（上海浦東中邦）
2013年 中國足球超級聯賽（上海申鑫）
2015年 中國足球超級聯賽（上海申鑫）
2020年 2020年亞足聯冠軍聯賽外圍賽（上海上港集團）

## 體育館（籃球賽事）
體育館於2007年完工，拥有5000张座位。2009年上海东方大鲨鱼篮球俱乐部將主場從盧灣體育館遷至源深體育中心。